# Pomcovití
Pomcovití (Pomacanthidae) jsou čeleď paprskoploutvých ryb.

## Systematika
Za popisnou autoritu čeledi Pomacanthidae jsou pokládáni David Starr Jordan a Barton Warren Evermann (1898). V rámci tradiční systematiky bývají pomcovití klasifikováni ve sběrném a nepřirozeném řádu ostnoploutvých (Perciformes). Současný systém pomcovité klade do řádu bodloci (Acanthuriformes), umístění Pomacanthidae v rámci Acanthuriformes potvrdili například Gill & Leis, 2019, řadí je sem také Thacker & Near, 2025.
Relativně nepočetná čeleď zahrnuje pouze osm rodů: Pomacanthus, Holacanthus, Genicanthus, Centropyge, Chaetodontoplus, Pygoplites, Apolemichthys a Paracentropyge. V lednu roku 2025 činil celkový počet rozlišovaných druhů 91, přičemž rody Pygoplites a Paracentropyge zahrnují pouze jediný druh.

## Popis

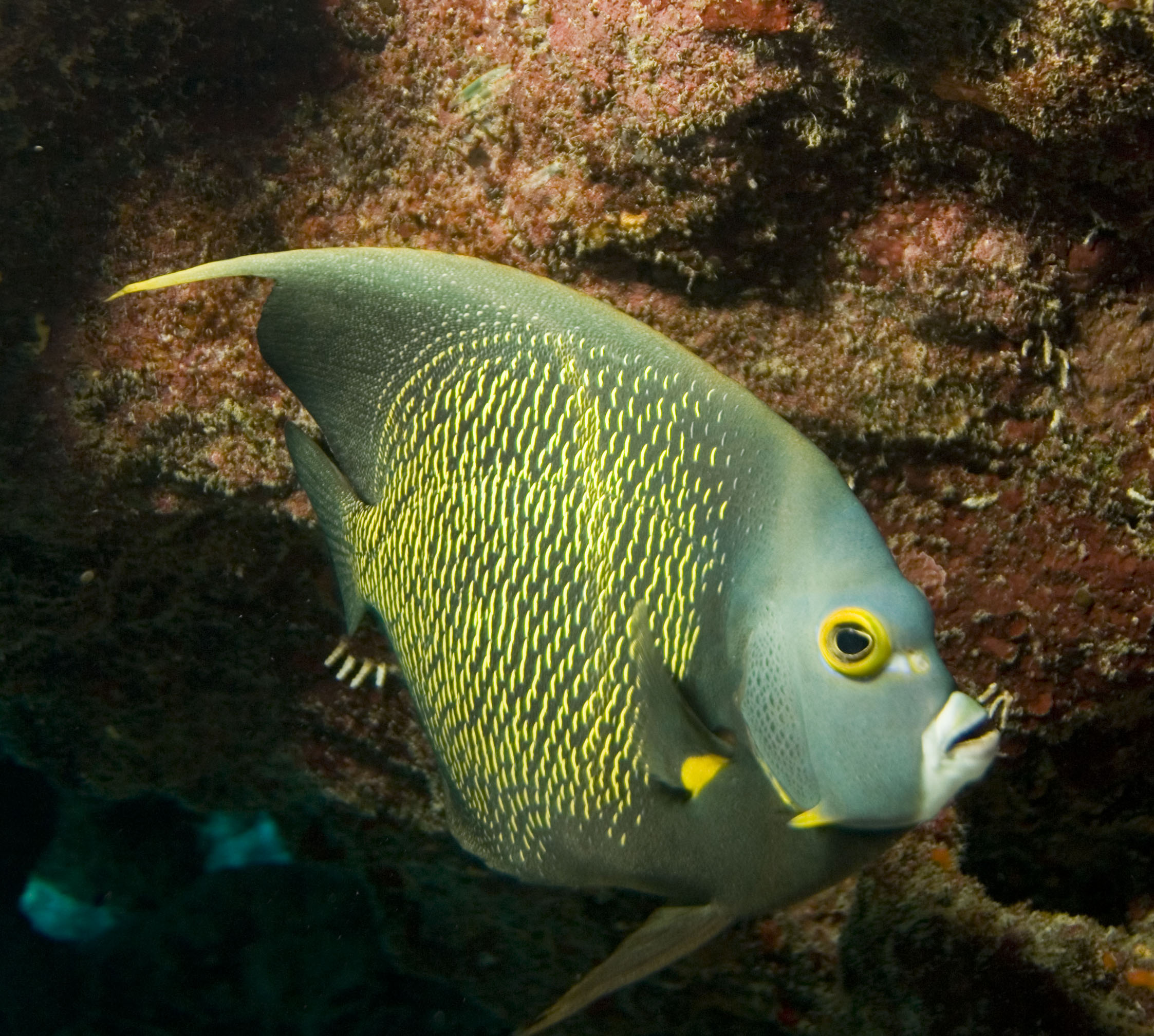
Pomec paru (Pomacanthus paru)

Pomcovití jsou charakterističtí svým vysokým, ze strany zploštělým tělem, jež doplňuje často nápadné zbarvení jak co se týče barev, tak co se týče kresby. U řady druhů se navíc barevný vzor různí i s věkem, u mláďat bývá výrazně odlišný oproti tomu u dospělců. Hřbetní ploutev je nezdvojená, tvoří ji 9–15 trnů a 15–37 měkkých paprsků; řitní ploutev tvoří 3 trny a 14–25 měkkých paprsků; ocasní ploutev je zaoblená až srpkovitá, tvořená 15 větvenými paprsky. Konce hřbetní a řitní ploutve se u mnohých pomcovitých protahují do výrazné špičky. Charakteristickým znakem této čeledi je rovněž nápadný trn vyrůstající ze skřelové kosti, na nějž upozorňuje i druhové jméno (poma- = skřele, acanth- = osten).
Jedním z největších pomcovitých je se svými více než 40 cm délky pomec císařský (Pomacanthus imperator).

## Chování
Pomcovití se přirozeně vyskytují v tropických vodách Atlantiku, Indického oceánu a Pacifiku (zejména západního). Největší počet druhů žije v Indickém oceánu. Jde o korálové ryby žijící v mělkých, prosluněných vodách, typicky jen do hloubky nepřesahující 20 m. Velmi vzácně se objevují i v 50 m a hlouběji. Většina pomců se živí houbovci, malými bezobratlými, řasami a rybími jikrami, některé druhy se přičemž potravně specializují. Ve volné přírodě se pomci objevují zejména jednotlivě či v párech, jen vzácně v hejnech. Pomci mohou žít monogamně, v harémech (protogynní hermafroditi), někteří si imponují na lekovištích. Jejich teritorialita během období tření komplikuje i akvarijní chov. Jikry se vyvíjejí volně ve vodě.